# Альтена
Альтена (нем. Altena) — город в Германии, в земле Северный Рейн-Вестфалия.
Подчинён административному округу Арнсберг. Входит в состав района Меркиш. Население составляет 18 277 человек (на 31 декабря 2010 года). Занимает площадь 44,29 км². Официальный код — 05 9 62 004.
Город подразделяется на 7 городских районов.
| Год  | Население |
| ---- | --------- |
| 1995 | 24 168    |
| 2000 | 22 658    |
| 2005 | 20 805    |
| 2010 | 18 768    |

## Достопримечательности
- Средневековый замок Альтена

## Личности
- Вальтер фон Зельве (1876-1948) — предприниматель, изобретатель и велосипедист.

## Фотографии

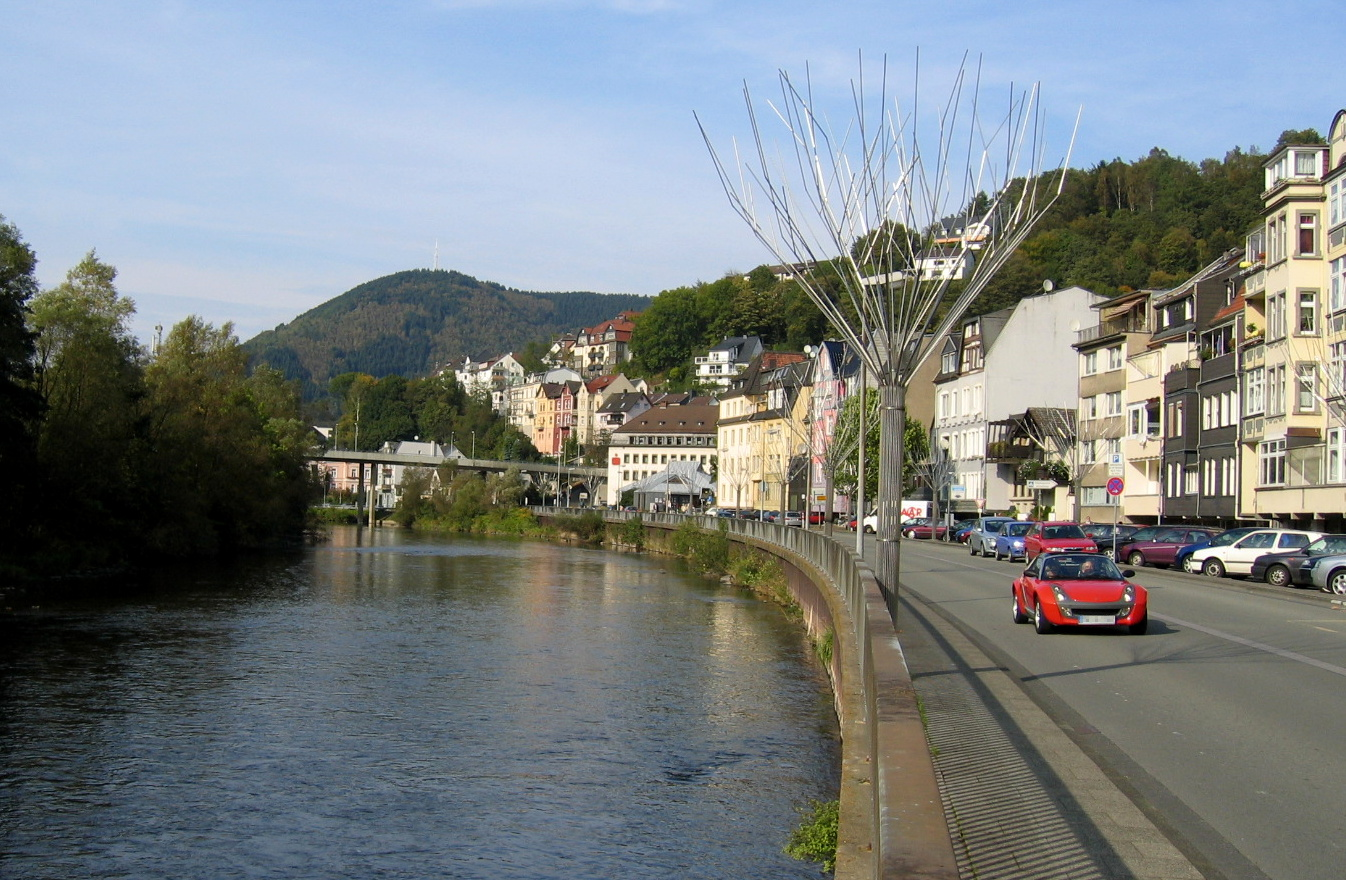
Набережная реки Ленне
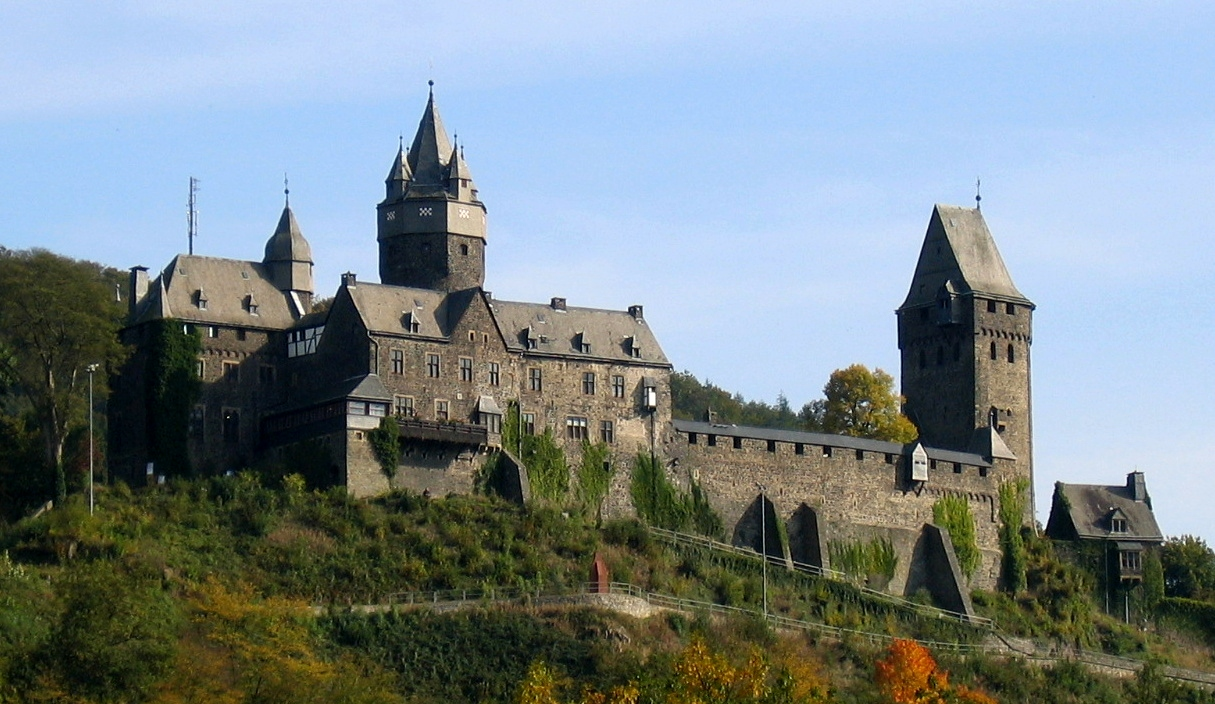
Замок
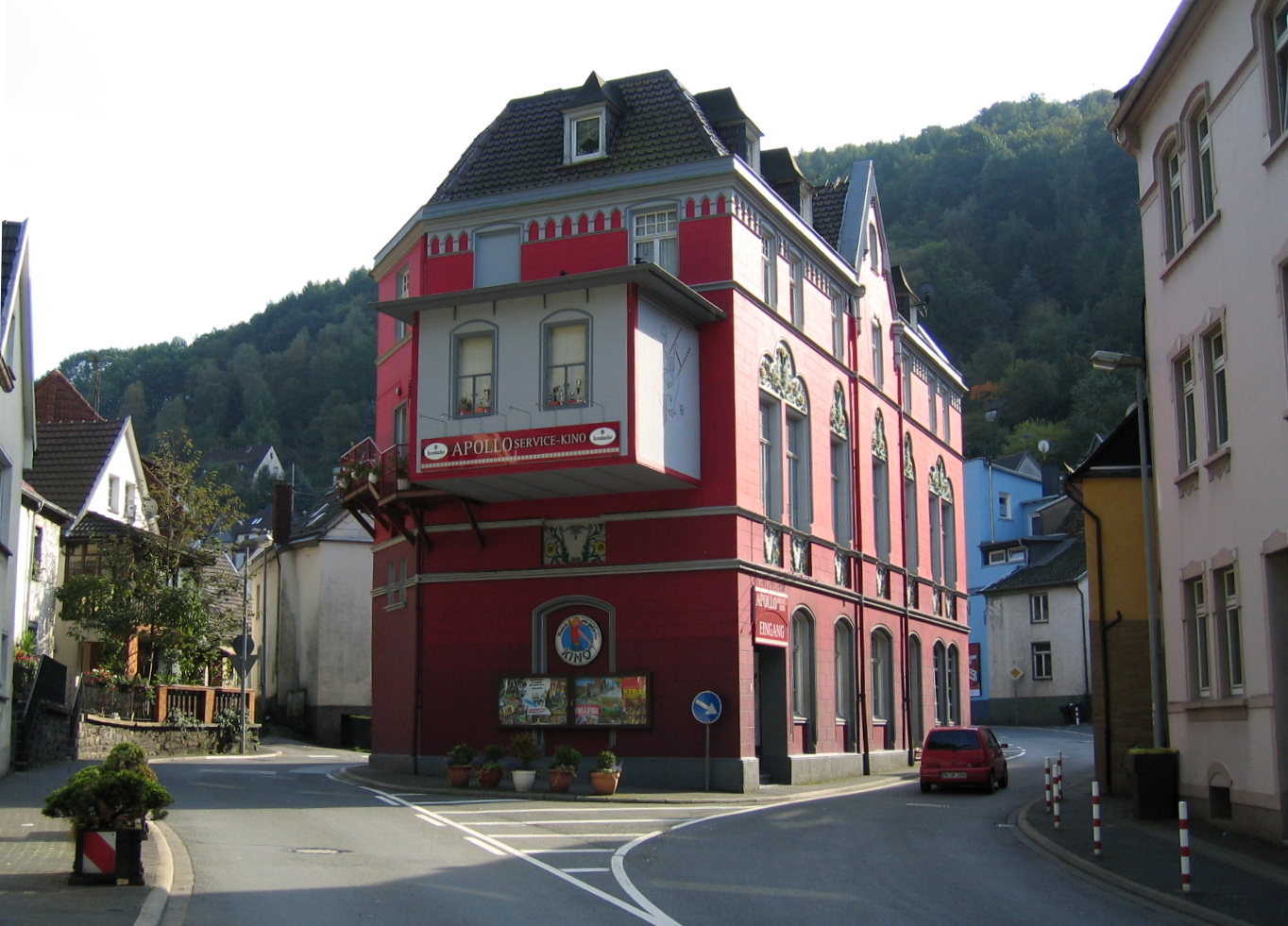
Бывшая ювелирная мастерская, ныне кинотеатр
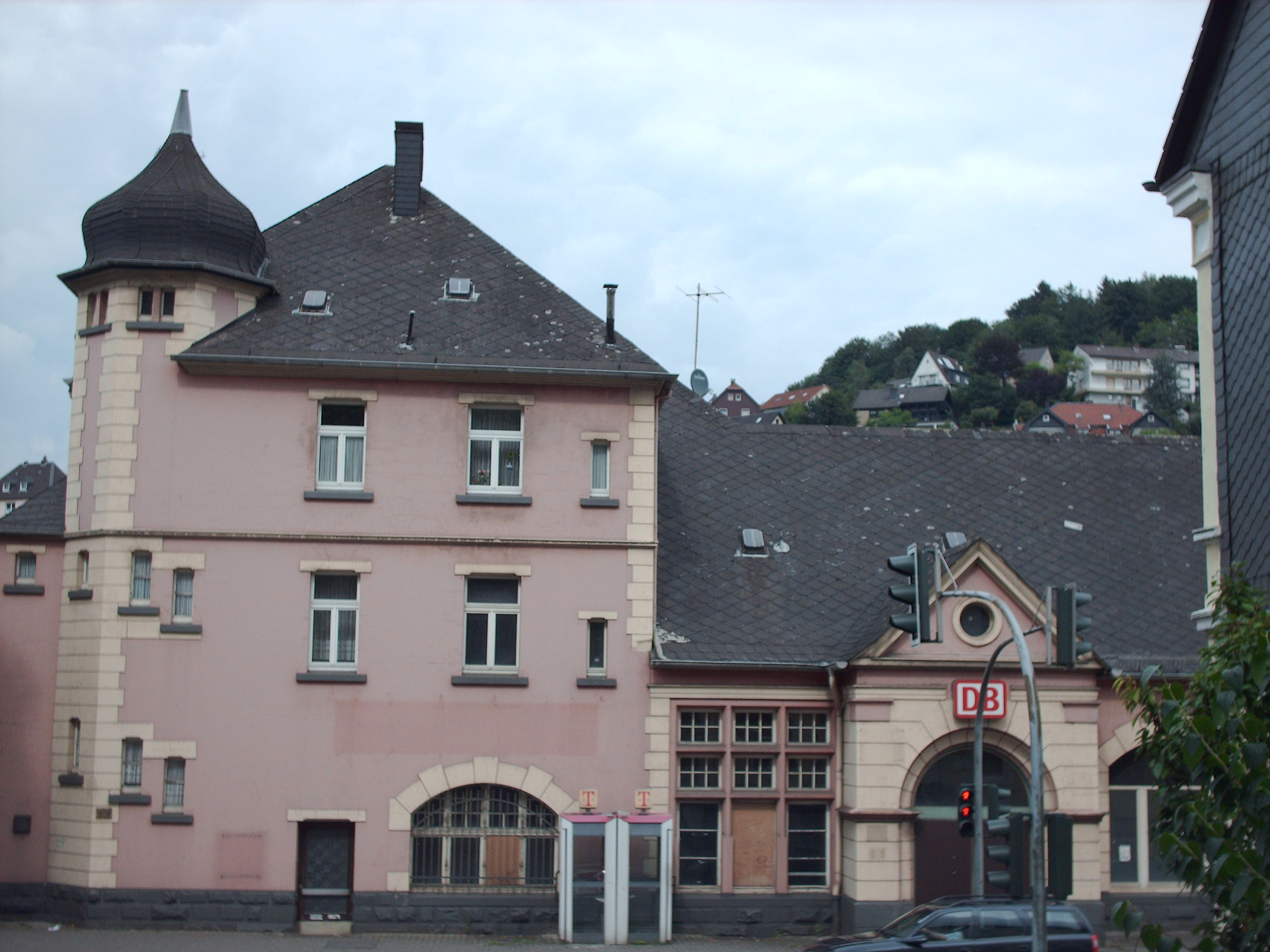
Вокзал

## Города-побратимы
- Перонн, Франция
- Блэкберн, Великобритания
- Пинск, Белоруссия